# جنگل بویندی

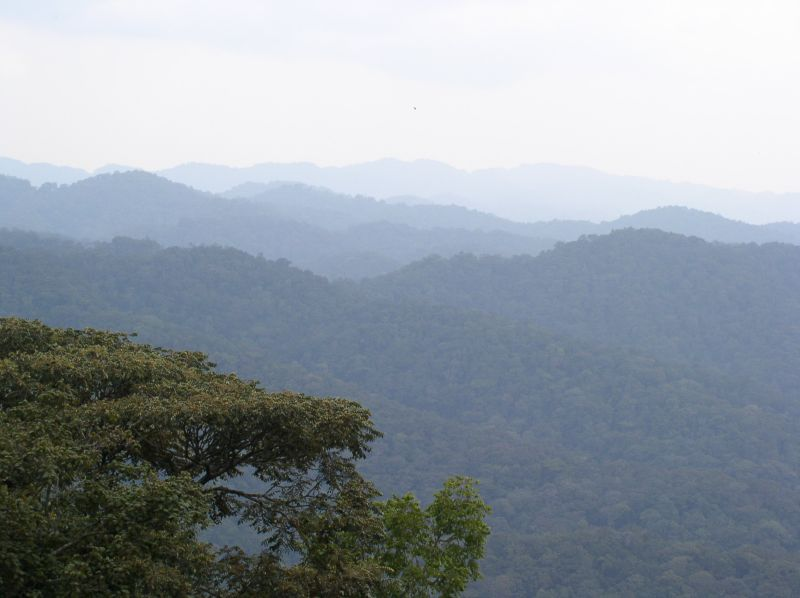
یک جنگل در اوگاندا

جنگل  غیر قابل نفوذ بوییندی (به لاتین: Bwindi Impenetrable Forest) یک جنگل در اوگاندا است که در استان غربی، اوگاندا واقع شده‌است.